# Stent ureterale

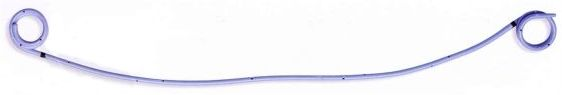
Stent ureterale

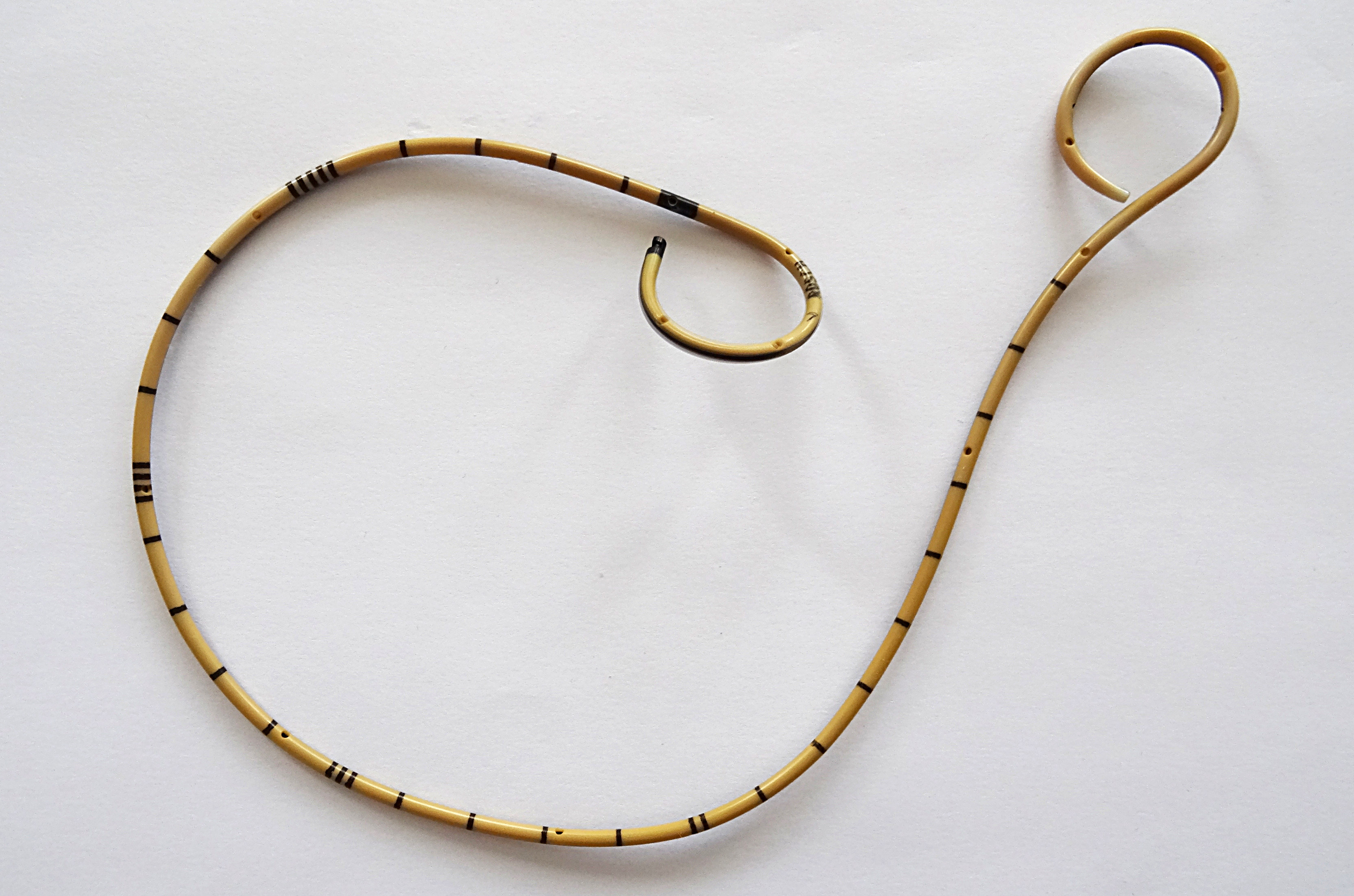
Stent ureterale

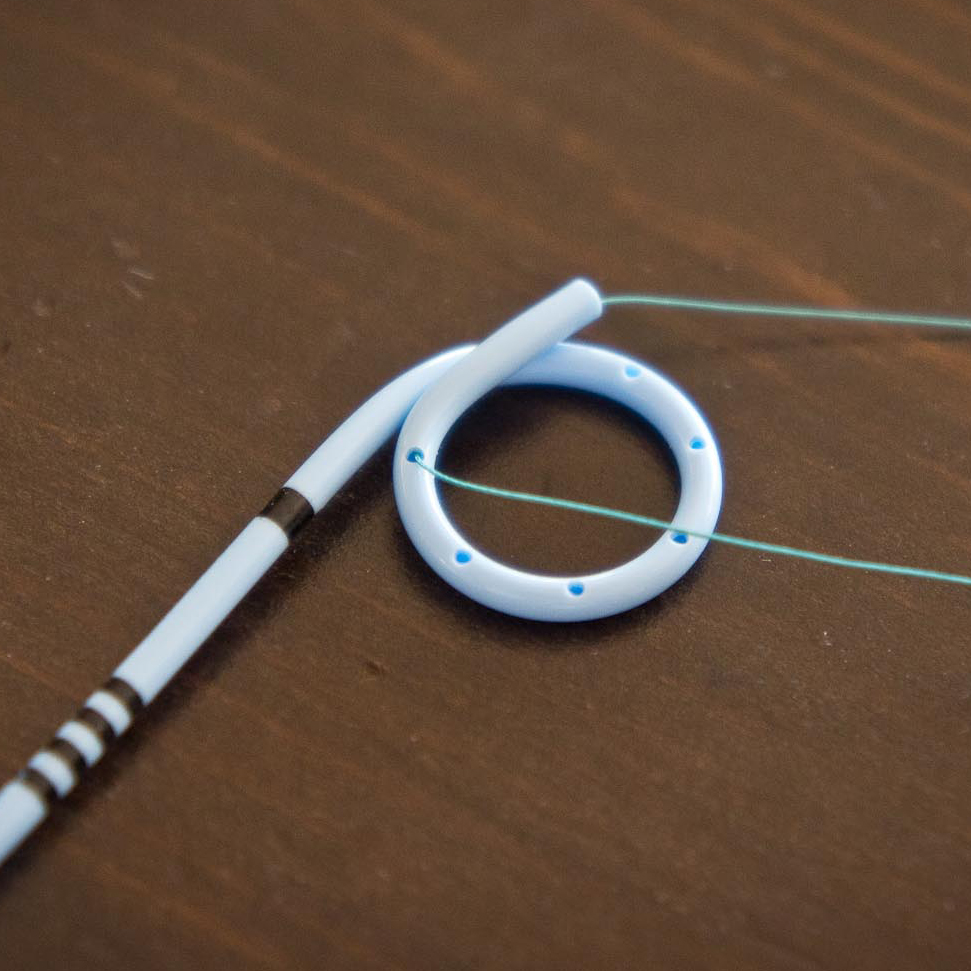
Stent ureterale

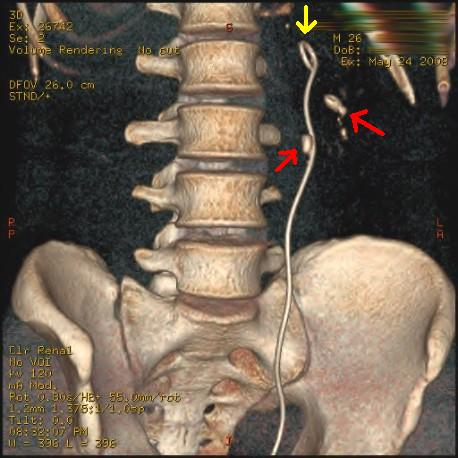
Immagine TC tridimensionale di uno stent ureterale nel rene sinistro (freccia gialla). C'è un calcolo nel bacinetto del polo inferiore del rene (freccia rossa più in alto) e uno nell'uretere accanto allo stent (freccia rossa più in basso).

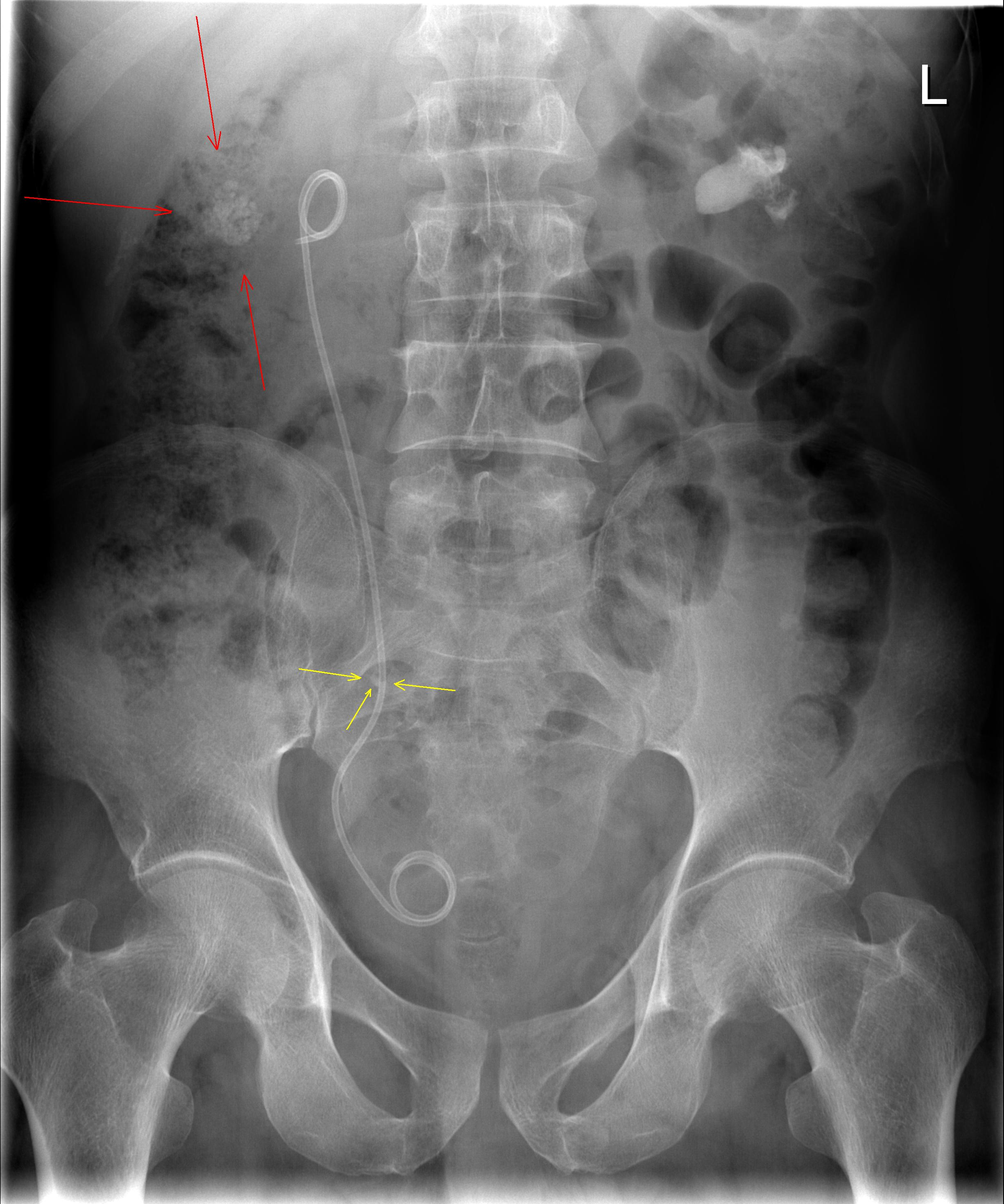
Radiografia addominale mostra uno stent a doppia J utilizzato per alleviare il dolore della colica da calcolosi renale (freccia rossa). Il calcolo che ostruisce l'uretere è anch'esso visibile (freccia gialla).

Uno stent ureterale è un piccolo tubo inserito nell'uretere per prevenire o risolvere l'ostruzione del flusso d'urina proveniente dal rene. La lunghezza degli stent utilizzati nei pazienti adulti varia dai 24 ai 30 cm con spessori e diametri diversi in modo da adattarsi più facilmente all'uretere del paziente. Lo stent è normalmente inserito tramite l'ausilio di un cistoscopio. Una o entrambe le estremità dello stent sono avvolte su sé stesse in modo che questo non si muova dalla sua posizione originaria tanto che è talvolta chiamato stent jj, stent a doppia J o stent a coda di maiale.

## Posizionamento
Gli stent ureterali sono utilizzati per mantenere la pervietà dell'uretere che potrebbe essere stata compromessa, per esempio, da un calcolo renale. È a volte utilizzato come misura temporanea atta a impedire il danno da stasi renale fino alla rimozione del calcolo. Altre volte può essere utilizzato, per 12 mesi e oltre, per mantenere aperto l'uretere qualora sia compresso da un tumore contiguo o da un tumore dell'uretere stesso. In molti casi tali tumori sono inoperabili e gli stent sono utilizzati per garantire un flusso di urina attraverso l'uretere; infatti la stasi renale cronica può danneggiare il rene.
Lo stent ureterale può anche essere posizionato in un uretere che sia stato irritato o danneggiato durante un'ureteroscopia finalizzata alla rimozione di un calcolo; gli stent posizionati per questo motivo sono solitamente lasciati in sede per una settimana. Essi impediscono che, in seguito alla procedura, l'uretere possa andare incontro a spasmi ed eventuali occlusioni.

## Effetti collaterali e complicazioni
Gli effetti collaterali principali degli stent ureterali sono la dislocazione, l'infezione e l'ostruzione conseguente a cicatrizzazione. Recentemente si è visto che l'uso di stent eparinati riduce il rischio di infezione e cicatrizzazione e il numero di sostituzioni dello stent.
Altre complicanze molto frequenti sono l'insorgenza di urgenza minzionale, pollachiuria, ematuria, incontinenza, dolore renale (soprattutto durante e appena dopo la minzione), vescicale o inguinale. Tali disturbi sono generalmente temporanei e spariscono con la rimozione dello stent.
Gli stent hanno generalmente un filo, utilizzato per la loro rimozione, che passa attraverso l'uretra e rimane fuori dal corpo; tale filo può causare irritazione uretrale, soprattutto nei pazienti con ipospadia o condizioni simili che necessitano dello stesso trattamento chirurgico correttivo. Il filo non deve assolutamente essere tirato per non dislocare lo stent.
I pazienti con stent in sede possono avere una vita del tutto normale, eccetto per un eventuale fastidio durante lo sforzo fisico intenso; il lavoro e le altre attività quotidiane normalmente non ne risentono. È possibile anche l'attività sessuale, eccezion fatta nel caso di stent con filo esterno, che possono in qualche modo essere d'impiccio. Nell'uomo, inoltre, lo stent è posizionato sulla prostata e, durante l'eiaculazione, può causare disagi, come importanti dolori crampiformi e irritazione. Durante l'attività sessuale è consigliata cautela e un diverso approccio al sesso, oltre all'utilizzo di protezione dalle malattie sessualmente trasmissibili.

## Rimozione
Gli stent dotati di filo possono essere rimossi in pochi secondi semplicemente tirando il filo stesso; può essere fatto da un infermiere, così come dal paziente stesso. Gli stent senza filo devono essere invece rimossi dal medico mediante l'esecuzione di una cistoscopia.